# Kristýna Petrová
Pour les articles homonymes, voir Petrová et Petrova.
Kristýna Petrová née Kristýna Havlíková est une joueuse d'échecs tchèque née le 22 juillet 1992, deux fois championne nationale et grand maître international féminin depuis 2020.
Au 1er mars 2024, elle est la 3e joueuse tchèque avec un classement Elo de 2 199 points.

## Biographie et carrière
Kristýna Petrová  est née en 1992. Elle remporta le championnat de la République tchèque en 2017 et 2020 (avec 7 points sur 9).
Grand maître international féminin depuis 2020, Kristýna Petrová a représenté la République tchèque lors de six olympiades féminines de 2010 à 2022 : elle jouait au troisième échiquier en 2010, 2012 et 2018, au premier échiquier tchèque en 2014, au deuxième échiquier en 2016 et au quatrième échiquier en 2022 (la République tchèque finit seizième de la compétition en 2022).
Elle participa au championnat d'Europe d'échecs des nations en 2011, 2013 (au deuxième échiquier), 2015 (au premier échiquier), 2017 (au deuxième échiquier), 2019 (au troisième échiquier) et 2021 (5/8 au deuxième échiquier).